# Dohrniphora belyaevae
Dohrniphora belyaevae är en tvåvingeart som beskrevs av Mikhail B. Mostovski 2000. Dohrniphora belyaevae ingår i släktet Dohrniphora och familjen puckelflugor.
Artens utbredningsområde är Vietnam. Inga underarter finns listade i Catalogue of Life.